# Pankaj Mullick
Pankaj Mullick (en bengalí: পঙ্কজ কুমার মল্লিক, Pôngkoj Kumar Mollik) (Calcuta, 10 de mayo de 1905-ib, 19 de febrero de 1978) fue un director de música bengalí, cantante y actor indio, uno de los pioneros de la música del cine bengalí e hindi en incursionar en la música de canto playback, como también por ser un exponente de la danza llamada "Rabindra Sangeet".
Fue galardonado con la medalla de "Padma Shri" en 1970, seguido por el Premio "Phalke Dadasaheb" (uno de los reconocimientos más alto de la India en el cine, propuesta por el Gobierno de la India), en 1972 por su contribución única para el cine indio. 

## Biografía
Nació en Calcuta en 1905, hijo de Monimohan Mullick y Monomohini. Su padre tenía un profundo interés por la música tradicional bengalí. Comenzó su entrenamiento a temprana edad en la música clásica de la India, bajo la tutela de Durgadas Bandopadhaya. Estudió en la Universidad de la iglesia escocesa de Calcuta. Un importante punto de inflexión en su vida llegó, después de terminar sus estudios, entró en contacto con Dinendranath Tagore, quien era sobrino nieto de Rabindranath Tagore. Esto le condujo a tener interés duradero de Pankaj Mullick en Rabindra Sangeet. Rabindranath Tagore, a su vez, se encariñó con él y pronto Mullick se hizo conocido como uno de los principales exponentes de las canciones escritas y compuestas por Tagore.

## Carrera
La canción escrita y compuesta por Tagore, titulada "Nemecche Aaj Prothom Badal", se convirtió en un éxito comercial, que contó además con el apoyo de una empresaa de videoteléfono llamada "Videophone Company", que residía aquel entonces en Calcuta en 1926, cuando contaba dieciocho años de edad. Este fue su primer inicio de su carrera y lanzó con el paso del tiempo varios álbumes bajo el nombre de Rabindra Sangeet.
Comenzó su carrera con "Indian Broadcasting Corporation" en Calcuta en 1927, el precursor de la All India Radio (AIR), junto al compositor R.C. Boral, donde contribuyó como director musical y artístico durante casi cincuenta años. 

## Filmografía
| Año  | Película                                     |
| ---- | -------------------------------------------- |
| 1955 | Raikamal                                     |
| 1954 | Chitrangada                                  |
| 1952 | Yatrik                                       |
| 1952 | Mahaprasthaner Pathey                        |
| 1952 | Zalzala                                      |
| 1950 | Rupkatha                                     |
| 1949 | Manzoor                                      |
| 1948 | Pratibad                                     |
| 1947 | Ramer Sumati                                 |
| 1945 | Dui Purush                                   |
| 1944 | Meri Bahen                                   |
| 1943 | Kashinath                                    |
| 1943 | Dikshul                                      |
| 1942 | Meenakshi                                    |
| 1940 | Doctor                                       |
| 1940 | Nartaki                                      |
| 1940 | Zindagi                                      |
| 1939 | Badi Didi                                    |
| 1939 | Dushman                                      |
| 1939 | Kapal Kundala                                |
| 1938 | Abhagin                                      |
| 1938 | Abhigyan                                     |
| 1938 | Desher Mati                                  |
| 1938 | Dharti Mata                                  |
| 1938 | Jiban Maran                                  |
| 1937 | Badi Bahen                                   |
| 1937 | Didi                                         |
| 1937 | Mukti                                        |
| 1936 | Devdas                                       |
| 1936 | Grihadah                                     |
| 1936 | Karodpati a.k.a Millionaire with R. C. Boral |
| 1936 | Maya                                         |
| 1936 | Manzil                                       |
| 1933 | Yahudi Ki Ladki                              |
| 1931 | Chasher Meye                                 |

## Obras
- Aamar Jug Aamar Gaan (Bengalí). Firma KLM Pvt Ltd., Calcutta 1980.